# Kongegården
Kongegården eller Rasmus Langelands Gård i Algade 25, Korsør er et af Danmarks væsentligste borgerlige rokokohuse i provinsen. Den indeholder i dag galleri.

## Historie
Gården blev ifølge et inskriptionsbånd opført 1761 af handelsmanden Rasmus Langeland, der 1759 fik bevilling til at holde gæstgiveri og værtshus. Først lå gæstgiveriet i en lejet gård, men i 1761 byggede han den store rokokogård, kaldet Rasmus Langelands Gård, der var bekvem til modtagelse af fornemme rejsende, der afventede gustigt vejr til overfarten over Storebælt. Bevillingen overførtes 1766 til det nye hus.
Af den oprindelige bygning, der blev rejst i grundmur til gadesiden og i bindingsværk mod gården, er stort set kun gadefacaden bevaret intakt fra opførelsen, eftersom gårdfacaden blev konverteret til grundmur i 1800-tallet. Derudover gennemgik gården som helhed en omfattende ombygning og restaurering 1901-02 ved arkitekt Aage Langeland-Mathiesen, der var efterkommer af Rasmus Langeland. Verandaen på sydgavlen stammer fra denne ombygning.
Den repræsentative, lange hovedfacade mod Algade, der muligvis kan være tegnet af Philip Hartmann, domineres af et rigt udsmykket indgangsparti i tre fag kronet af en gavlkvist med frontispice. Den beherskede reliefagtige udsmykning af facaden med ørelisener, refendfugning og attisk båndslyng er karakteristisk for rokokoen.
Nogle få dekorative enkeltheder såsom portens slutsten og konsollerne under frontispicen stammer dog fra renæssancen, idet de er overflyttet til det nye hus fra herregården Basnæs. De støbte statuer omkring hovedportalen, sandsynligvis fra 1901-02, har formentlig erstattet tidligere renæssancefigurer. Bygningen blev fredet, da Danmarks første bygningsfredningslov blev vedtaget i 1918, og udvendigt istandsat 1984-85 efter en periode, hvor den var blevet voldsomt forfalden. Facadens statuer blev fornyet 2005. I perioden 2016-2017 blev bygningen igen renoveret, denne gang med midler fra A.P. Møller Fonden, Slagelse Kommunes Kulturarvspulje og Kulturstyrelsen.
I dag rummer Kongegården et regionalt center for billedkunst og musik, der bl.a. omfatter Korsør Kunstforening, friboliger for kunstnere, Isenstein-Samlingen og Korsør Koncerterne. Ansvarlig for koordination og drift er Foreningen Kongegaarden. Bygningen ejes af Kongegaardsfonden.